# 太康路
太康路是一条位于河南省郑州市的一条道路，全长约1.15公里，为西向东的单行道（公交车除外）。
太康路西起铭功路，东至人民路，并向东接商城路。中间以二七路为界，以东为东太康路，以西为西太康路。路两侧遍布购物中心，是郑州商业核心区的重点组成部分。

## 历史
1927年冯玉祥主政河南时，因一些老人无所依靠，便下令在河阳街平民工厂建一座养老院，被一私塾先生定名为太康养老院。后来很多商户来到太康养老院南北两侧，盖房经商，形成街道。由于邻近太康养老院，故称太康路。
文化大革命时期兴起改名风，太康路被改叫“红卫路”，1980年恢复原名。